# Kuncheilá (Tecoh)
Kuncheilá es una localidad ubicada en el municipio de Tecoh del estado mexicano de Yucatán. Tiene una altitud promedio de 12 m s. n. m. y se localiza al sur de la ciudad capital del estado, la ciudad de Mérida.

## Toponimia
El nombre (Kuncheilá) proviene del idioma maya.

## Demografía
Según el censo de 2005 realizado por el INEGI, la población de la localidad era de 0 habitantes.
| 78                          | 67 | 41 | 16 | 12 | 14 | 9 | 0 | ? | ? | 0 | 0 | 0 |
| (Fuente: INEGI [Consultar]) |    |    |    |    |    |   |   |   |   |   |   |   |